# واسیلی رادولف
واسیلی واسیلویچ رادولف یا فریدریش ویلهلم رادولف (روسی: Васи́лий Васи́льевич Ра́длов; متولد ۱۷ ژانویه ۱۸۳۷ در برلین – متوفی در ۱۲ مارس سال ۱۹۱۸ پتروگراد) , بنیان‌گذار ترکشناسی به منظور مطالعه علمی قوم ترک.
واسیلی رادولف در سال‌هایی که به عنوان یک معلم مدرسه در بارنائول سیبری کار می‌کرد به مردم بومی سیبری علاقه‌مند شد و یافته‌های قوم نگاری خود را در یک مجموعه پر نفوذ به اسم از سیبری (۱۸۸۴) منتشر کرد. از سال ۱۸۶۶ تا سال ۱۹۰۷ او به ترجمه و انتشار تعدادی از آثار کهن و کتیبه‌های سنگی ترکی و فرهنگ عامه پرداخت. مهمتر از همه او بود که برای اولین بار به انتشار ترجمه متن کتیبه‌های سنگ‌نبشته اورخون همت گماشت.
از سال ۱۸۹۳ تا سال ۱۹۱۱ رادولف چهار جلد فرهنگ لغت تطبیقی زبان‌های ترکی منتشر کرد و به دنبال آن به ایجاد موزه مردم نگاری کمک کرد و از سال ۱۸۸۴ تا ۱۸۹۴ به مدیریت موزه آسیا در سن پترزبورگ مشغول بود.
رادولف به گریگوری پوتانین در تدوین فرهنگ لغت زبان‌های سالار، یوغوری غربی و شرقی کمک کرد و در تدوین کتاب پوتانین به زبان روسی همکاری نمود.
در طی سرکوب استالین در اواخر دهه ۱۹۳۰ اداره امنیت شوروی (NKVD) و اداره دولتی علوم رادولف را با وجود داشتن تعلق به قوم آلمانی به پانترک بودن متهم کردند.
اتهام ارتباط با رادلوف حتی بعد از مرگ او به بسیاری از مستشرقان و ترک شناسان زده شد و برخی همچون الکساندر سامویلویچ اعدام شدند.